# Desmoncus cirrhiferus
Desmoncus cirrhiferus là loài thực vật có hoa thuộc họ Arecaceae. Loài này được A.H.Gentry & Zardini mô tả khoa học đầu tiên năm 1988.